# 宝丰站 (平顶山市)
- 關於位于郑渝高速铁路上的高铁站，請見「平顶山西站」。
- 關於昆明地铁5号线沿线车站，請見「宝丰站 (昆明市)」。

宝丰站，是位于河南省平顶山市宝丰县城关镇的一个铁路车站，有焦柳铁路、孟宝铁路经过该站，现办理客运及货运业务。车站距离月山站248公里，隶属郑州铁路局南阳车务段管辖的二等区段站，本站及相邻上下行区间均为电气化区段。
车站于1970年5月25日建成，当年6月19日投入运营。当时车站设有7条到发线兼调车作业线、2条调车牵出线及2条货物线。2000年7月15日宝丰站重建车站站房，2001年9月18日竣工投用。2008年1月18日至2019年7月14日曾被称平顶山西站。
2022年11月1日至30日，本站實施改善工程，包括改善月台地板及地下通道、翻新月台雨篷等，期間列車暫不停靠本站。